# Mosche Lewi

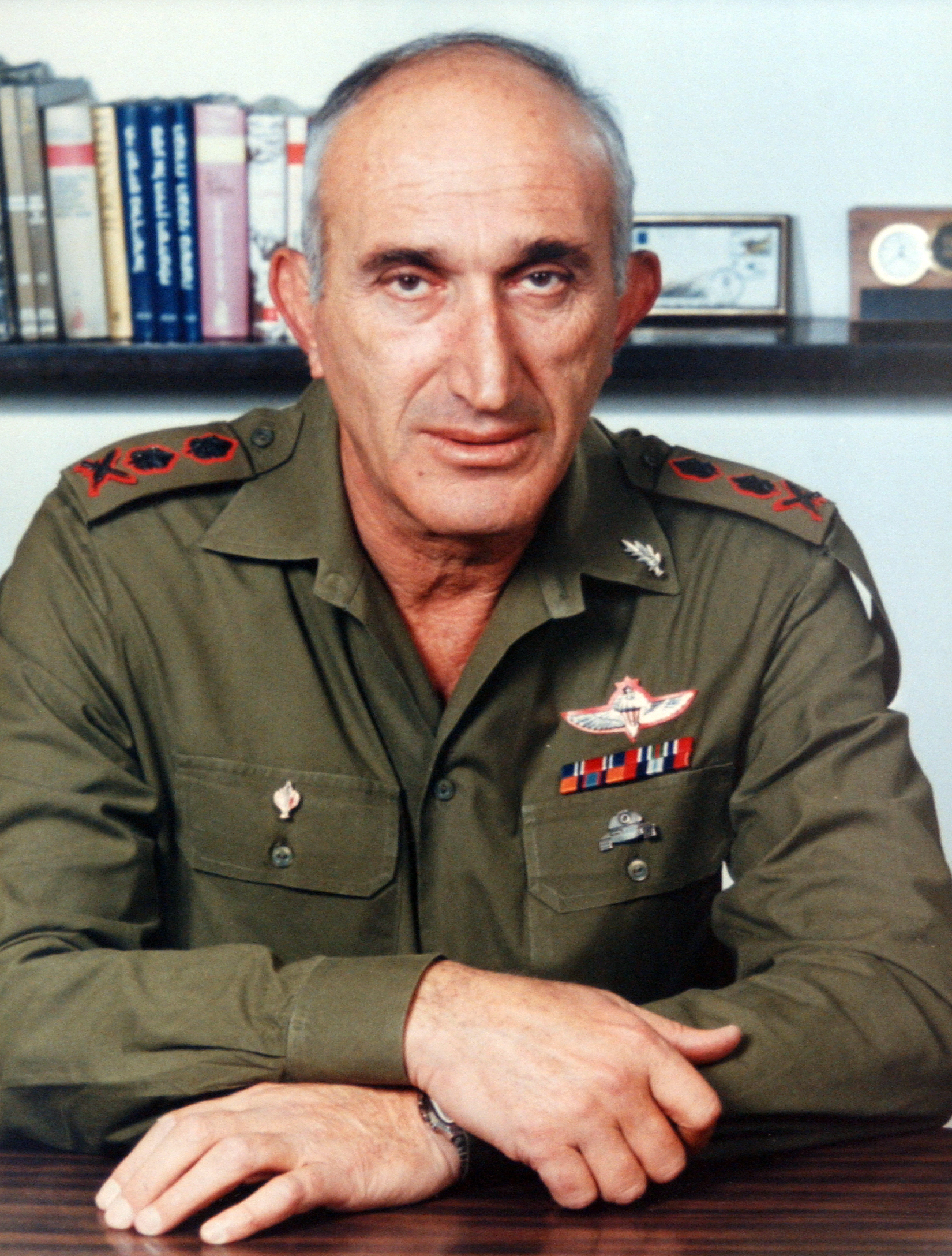
Moshe Lewi

Mosche Lewi (hebräisch מֹשֶׁה לֵוִי Moscheh Lewī, englisch Moshe Levy; * 18. April 1936 in Tel Aviv; † 8. Januar 2008 in Afula) war von 1983 bis 1987 der 12. Generalstabschef der israelischen Streitkräfte.+

## Leben
Mosche Lewi, geboren in Tel Aviv in eine irakisch-jüdische Familie, trug wegen seiner Größe den Spitznamen Moscheh waChetzi (hebräisch מֹשֶׁה וַחֵצִי ‚ein Moscheh und ein Halber‘), was etwa „eineinhalb Mosche“ bedeutet.
Im Jare 1954 trat er in die Armee ein und diente zunächst in der Golani-Brigade. Nach einem Offizierslehrgang war er 1956 während der Suezkrise als Mitglied der Israelischen Fallschirmjäger-Brigade an der Eroberung des Mitla-Passes beteiligt. Im Jahre 1983 wurde Lewi zum Generalstabschef ernannt; er folgte, als erster Mizrachi, Rafael Eitan nach. In seine Amtszeit fallen die Restationierung israelischer Truppen im Libanon und die Einrichtung einer Sicherheitszone im Südlibanon. Der Pilot Ron Arad wurde dabei von den Libanesen gefangen genommen. Lewi war Mitbegründer gesonderte Einheiten israelischer Bodentruppen, denen er von 1985 an vorstand; die Nachal-Brigade und die Givʿati-Brigade wurden von ihm gegründet, wobei es mit gleichem Namen der letzteren schon von 1947 bis 1956 eine Einheit gab.
Nach seinem Ausscheiden aus der Armee lebte Lewi im Beit Alfa in Nordisrael. Er war Mitglied im Aufsichtsrat von Autobahn , auch bekannt als Transisrael-Autobahn. Lewi war verheiratet und hatte fünf Kinder. Am 1. Januar 2008 erlitt Lewi seinen zweiten Schlaganfall und starb sieben Tage später in der HaʿEmeq-Klinik in Afula.